# La piccola città
La piccola città (Die kleine Stadt) è un romanzo dello scrittore tedesco Heinrich Mann, pubblicato nel 1909.

## Trama
L'arrivo di una compagnia di attori girovaghi movimenta di colpo la vita di una sonnolenta cittadina dell'Italia centromeridionale del periodo prefascista. Gli abitanti, per lo più "persone qualunque" , profondamente legate alle loro tradizioni, superstizioni e all'etica religiosa, hanno in eccessiva considerazione il loro avvocato e il parroco e sembrano soprattutto non avere una vita privata. Raramente in casa, si muovono essenzialmente nello spazio ristretto tra il mercato, caffè, duomo e un antico palazzo. Poco comprendono il divario tra vita privata e pubblica, ma tutti manifestano grande sensibilità artistica. Questa propensione per l'arte è peculiare alla loro natura (riconosciuto dall'autore come un "rassenpsychologischer Vorzug" cfr. "Der Fall Murri"), invece il sentimento umanitario, sempre presente, sembra all'autore essere conseguenza positiva del sistema politico democratico.
L'arte, tuttavia, viene nel romanzo vissuta dai singoli abitanti troppo intensamente e passionalmente, liberandoli da remore etiche e conferendo loro il coraggio di abbandonarsi al loro istinto. Il tentativo di don Taddeo di impedire la rappresentazione de "La povera Tonietta" provocherà una spaccatura della popolazione in due fazioni, quella "progressista" e quella "reazionaria". Lo scontro di piazza si risolve con la vittoria dei primi, ma lo scoppio di un incendio riconcilia tutti in uno slancio di solidarietà. Quando la compagnia teatrale lascia la cittadina, sembra che quasi nulla sia mutato. Eppure quanto accaduto non è privo di significato: divisa sul piano politico, la cittadina è rimasta ancora più saldamente unita su quello umano.
Il romanzo assume la forma di "romanzo corale": i più di cento personaggi, che vi compaiono, sembrano "agire da soli" in quanto l'autore - come nella "commedia dell'arte" italiana - interviene solo raramente nel romanzo.

## Critica
L'autore confronta la democrazia italiana del periodo prefascista con il sistema dell'era guglielmina e riconosce alla prima, pur nella sua imperfezione, tendenze positive, tra le quali, di rilievo, l'umano sentire e agire non solo dell'uomo comune, ma anche di figure con un importante ruolo sociale. Questa umanità è vista da Heinrich Mann come elemento indispensabile per il progresso del popolo tedesco suo contemporaneo, ancora vincolato da pregiudizi che fossilizzano nell'ideologia ogni contrasto produttivo.